# Uslovna nezavisnost
U teoriji verovatnoće, uslovna nezavisnost opisuje situacije u kojima je posmatranje irelevantno ili suvišno kada se ocenjuje sigurnost hipoteze. Uslovna nezavisnost se obično formuliše u terminima uslovne verovatnoće, kao poseban slučaj gde je verovatnoća hipoteze datog neinformativnog posmatranja jednaka verovatnoći bez njega. Ako je {\displaystyle A} hipoteza, a {\displaystyle B} i {\displaystyle C} su zapažanja, uslovna nezavisnost se može navesti kao jednakost:
{\displaystyle P(A\mid B,C)=P(A\mid C)}
gde je {\displaystyle P(A\mid B,C)} verovatnoća da je {\displaystyle A} za dato {\displaystyle B} i {\displaystyle C}. Pošto je verovatnoća za {\displaystyle A} za dato {\displaystyle C} ista kao verovatnoća za {\displaystyle A} za dato {\displaystyle B} i {\displaystyle C}, ova jednakost izražava da {\displaystyle B} ništa ne doprinosi izvestnosti od {\displaystyle A}. U ovom slučaju, kaže se da su {\displaystyle A} i {\displaystyle B} uslovno nezavisni za dato {\displaystyle C}, napisano simbolično kao: {\displaystyle (A\perp \!\!\!\perp B\mid C)}. Na jeziku notacije kauzalne jednakosti, opisane su dve funkcije: {\displaystyle f(y)} i {\displaystyle g(y)}, koje obe zavise od zajedničke promenljive {\displaystyle y} kao uslovno nezavisne korišćenjem notacije {\displaystyle f\left(y\right)~{\overset {\curvearrowleft \curvearrowright }{=}}~g\left(y\right)}, što je ekvivalentno notaciji {\displaystyle P(f\mid g,y)=P(f\mid y)}.
Koncept uslovne nezavisnosti je od suštinskog značaja za teorije statističkog zaključivanja zasnovane na grafovima, jer uspostavlja matematičku relaciju između kolekcije uslovnih iskaza i grafoida.

## Uslovna nezavisnost događaja
Neka su {\displaystyle A}, {\displaystyle B}, i {\displaystyle C} događaji. Za {\displaystyle A} i {\displaystyle B} se kaže da su uslovno nezavisni za dato {\displaystyle C} ako i samo ako je {\displaystyle P(C)>0} i:
{\displaystyle P(A\mid B,C)=P(A\mid C)}
Ovo svojstvo se obično zapisuje kao: {\displaystyle (A\perp \!\!\!\perp B\mid C)}, što se čita kao {\displaystyle ((A\perp \!\!\!\perp B)\vert C)}.
Ekvivalentno, uslovna nezavisnost se može navesti kao:
{\displaystyle P(A,B|C)=P(A|C)P(B|C)}
gde je {\displaystyle P(A,B|C)} zajednička verovatnoća za {\displaystyle A} i {\displaystyle B} za dato {\displaystyle C}. Ova alternativna formulacija navod da su {\displaystyle A} i {\displaystyle B} nezavisni događaji, za dato {\displaystyle C}.
To pokazuje da je {\displaystyle (A\perp \!\!\!\perp B\mid C)} ekvivalentno {\displaystyle (B\perp \!\!\!\perp A\mid C)}.

### Dokaz ekvivalentne definicije
{\displaystyle P(A,B\mid C)=P(A\mid C)P(B\mid C)}
ako je {\displaystyle {\frac {P(A,B,C)}{P(C)}}=\left({\frac {P(A,C)}{P(C)}}\right)\left({\frac {P(B,C)}{P(C)}}\right)}      (definicija uslovne verovatnoće)
ako je {\displaystyle P(A,B,C)={\frac {P(A,C)P(B,C)}{P(C)}}}       (pomnože se obe strane sa {\displaystyle P(C)})
ako je {\displaystyle {\frac {P(A,B,C)}{P(B,C)}}={\frac {P(A,C)}{P(C)}}}       (podele se obe strane sa {\displaystyle P(B,C)})
ako je {\displaystyle P(A\mid B,C)=P(A\mid C)}       (definicija uslovne verovatnoće) {\displaystyle \therefore }

## Spoljašnje veze
- Mediji vezani za članak Uslovna nezavisnost na Vikimedijinoj ostavi